# Badenoth
Badenoth war im 9. Jahrhundert Bischof von Rochester. Zu seiner Amtszeit gibt es keine genaueren Daten.